# Leptothorax anduzei
Leptothorax anduzei är en myrart som beskrevs av Weber 1943. Leptothorax anduzei ingår i släktet smalmyror, och familjen myror. Inga underarter finns listade i Catalogue of Life.